# Тордо жовтоголовий
Тордо жовтоголовий (Xanthocephalus xanthocephalus) — вид горобцеподібних птахів родини трупіалових (Icteridae).

## Поширення
Птах розмножується у Канаді та на заході США. На зимівлю мігрує у південні штати США та до Мексики. У Каліфорнії та на заході Аризони осілий птах. Середовищем його розмноження є болота із заростями рогози.

## Опис
Середня довжина тіла становить 26,5 см у самців і 21,5 см у самиць. Середня вага самців становить 97,0 г, а самиць — 59,3 г. Існує помітний статевий диморфізм. У самців яскраво-жовта голова, шия і верхня частина грудей. Черево, крила і пір'я хвоста чорні, як і область навколо очей. На оперенні також частково видно вторинні білі кольори. Самиці, як правило, менш контрастні та блідішого кольору. Череп і вушні раковини коричневі, горло білувате. Верхня частина грудей світло-жовта, решта оперення і крила темно-коричневі. Райдужка темно-коричнева в обох статей . Ноги, ступні і дзьоб чорні.

## Спосіб життя
Ці птахи добувають їжу на болоті, в полях або на землі; іноді вони полюють на комах у польоті. Харчуються в основному насінням і комахами. Поза гніздовим періодом вони часто харчуються зграями, часто разом з іншими видами птахів. Спів цього птаха нагадує шум, який створюється відкриванням і закриванням іржавої петлі.